# Černíč
Černíč település Csehországban, a Jihlavai járásban. Černíč Radkov, Hříšice, Dačice, Zadní Vydří, Kostelní Myslová, Telč és Strachoňovice településekkel határos. Lakosainak száma 125 fő (2024. január 1.).

## Népesség
A település lakosságának változását az alábbi diagram mutatja:
| Lakosok száma | 304  | 307  | 252  | 195  | 185  | 150  | 128  | 121  | 127  | 125  |
|               | 1869 | 1890 | 1921 | 1950 | 1980 | 2001 | 2017 | 2019 | 2022 | 2024 |